# Cobert Casa Duran
El Cobert Casa Duran és una obra de la Vall de Boí (Alta Ribagorça) inclosa a l'Inventari del Patrimoni Arquitectònic de Catalunya.

## Descripció
Es tracta d'una antiga unitat tipològica formada per casa, paller i era. Actualment la casa es presenta nova amb tres pisos d'alçada i grans obertures. Presenta llucanes a la teulada.
El cobert és antic, de pedra, amb teulada a doble vessant, i a la part superior, tanca amb fusta i fang. Tipològicament segueix l'estructura en coberta a doble vessant.

## Història
La casa és nova.